# NGC 5193
NGC 5193 ist eine 11,5 mag helle Elliptische Galaxie vom Hubble-Typ E im Sternbild Zentaur. Sie ist schätzungsweise 159 Millionen Lichtjahre von der Milchstraße entfernt.
Sie wurde am 3. Juni 1836 von John Herschel mit einem 18-Zoll-Spiegelteleskop entdeckt, der dabei „pretty bright, small, round; first gradually, then pretty suddenly brighter in the middle; 45 arcseconds“ notierte. Sie bildet zusammen mit dem Nicht-NGC-Objekt PGC 47568 (auch NGC 5193A genannt) eine gravitationell verbundene Doppelgalaxie.